# Cantó de Castilhon de Dordonha
El cantó de Castilhon de Dordonha és un cantó francès del departament de la Gironda, situat al districte de Liborna. Té 14 municipis i el cap és Castilhon de Dordonha.

## Municipis
- Belvés de Castilhon
- Castilhon de Dordonha
- Gardegan e Tortirac
- Senta Coloma
- Senta Tèrra
- Sent Estèfe de Liça
- Sent Genès de Castilhon
- Sent Polit
- Sent Laurenç de las Comas
- Sent Manhe de Castilhon
- Sent Pèir d'Armens
- Sent Filipe d'Aguilha
- Las Salas de Castilhon
- Vinhonet

## Història
| Data d'elecció                           | Identitat              | Partit          | Qualitat |
| ---------------------------------------- | ---------------------- | --------------- | -------- |
| 1945-1970                                | Robert Guichard        | SFIO            |          |
| 1970-1990                                | Jacques Boyer-Andrivet | RI, després UDF |          |
| 1990-1994                                | Daniel Thibeau         | CNI             |          |
| 1994-                                    | Guy Marty              | PS              |          |
| les dades anteriors no són pas conegudes |                        |                 |          |
|                                          |                        |                 |          |

## Demografia
| 1962  | 1968  | 1975  | 1982   | 1990   | 1999   | 2006   |
| ----- | ----- | ----- | ------ | ------ | ------ | ------ |
| 9.598 | 9.949 | 9.929 | 10.010 | 10.177 | 10.379 | 10.382 |